# Sven Wittekind

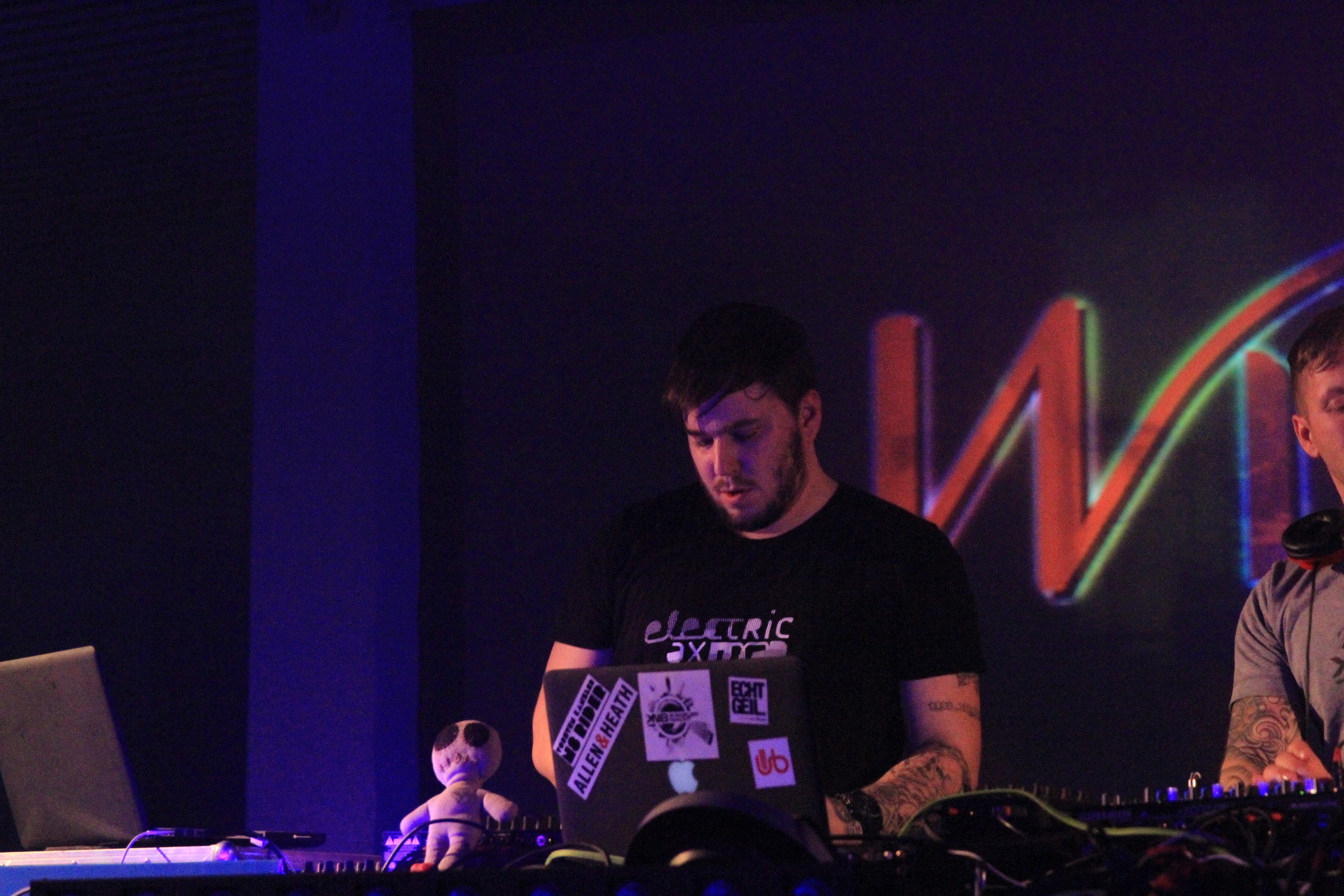
Sven Wittekind

Sven Wittekind (* 19. April 1982) ist ein deutscher Techno-DJ und Musikproduzent aus Frankfurt am Main.
Sven Wittekind kam durch die Thunderdome-Sampler mit hartem Techno in Kontakt. Seit 1999 betätigt er sich als DJ, 2002 erschienen erste Singles und Maxis bei Overdrive Records.
Er spielte auf diversen Festivals, darunter I Love Techno, Nature One, Mayday, Winterworld, Awakenings, Time Warp Festival und Airbeat One.

## Karriere

### Anfänge und Aufstieg in der Hardtechno-Szene (1999–2009)
Sven Wittekind begann seine DJ-Karriere 1999 und veröffentlichte 2002 seine erste Single Braindead auf Overdrive Records. In den 2000er-Jahren wurde er durch Veröffentlichungen auf Labels wie Inflicted und Toolterror sowie seine energiegeladenen Sets bekannt. 2004 gründete er sein eigenes Label Inflicted.
2007 erschien sein erstes Album Seven Deadly Sins, gefolgt von Fight for Techno (2009), das auf seinem neuen Label Sick Weird Rough (SWR) veröffentlicht wurde.

### Stilwandel und neue musikalische Einflüsse (2010–2020)
Mit dem Album Broken Mirrors (2012) begann Wittekind, melodische und industrielle Elemente in seine Musik einfließen zu lassen. 2012 gewann sein Remix von Get On Up (DJ Rush) die Kategorie „Remix des Jahres“.
Im Jahr 2020 veröffentlichte er Lost & Found, ein während der COVID-19-Pandemie entstandenes Album.

### Expansion ins Streaming und Social Media (seit 2020)
Seit 2020 streamt Wittekind regelmäßig auf Twitch. Zudem veröffentlicht er DJ-Sets auf Soundcloud und Mixcloud.

## Diskografie

### Alben
- 2007: Seven Deadly Sins[5]
- 2009: Fight for Techno[6]
- 2012: Broken Mirrors[8]
- 2013: Voodoo[16]
- 2020: Lost & Found[17]

### EPs & Singles (Auswahl)
- 2002: Braindead[1]
- 2005: A Weekend With Whitekind[18]
- 2018: Mephisto[19]
- 2019: Tension[20]
- 2020: Shaman Spirit[21]
- 2021: Whiplash[22]

### Remixe (Auswahl)
- 2005: Boris S. & Sven Wittekind – Schranz Total 11.0[23]
- 2006: Hardtechno Vol.1[24]
- 2006: Inflicted[25]
- 2009: Raveline Mix Session 012[26]
- 2011: Torsten Kanzler & Sven Wittekind – Basstech Vol.1[27]
- 2012: DJ Rush – Get On Up (Sven Wittekind Remix)[9]